# Епархия Макао

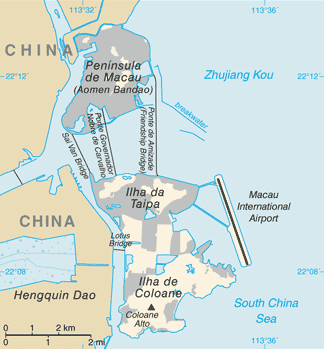
Карта Макао

Епархия Макао (лат. Dioecesis Macaonensis) — епархия Римско-Католической церкви с центром в городе Макао, Китай. Епархия Макао подчиняется непосредственно Святому Престолу. Кафедральным собором епархии Макао является церковь Рождества Пресвятой Девы Марии.

## История
Первым епископом Макао был Мельхиор Карнейро, титулярный архиепископ Никеи, который был назначен бреве «Ex Litteris carissimis» Римского папы Пием V. Мельхиор Карнейро прибыл в Макао в 1568 году.
23 января 1576 года Римский папа Григорий XIII издал буллу «Super specula», которой учредил епархию Макао, выделив её из епархии Малакки (сегодня — Архиепархия Сингапура). В этот же день епархия Макао вошла в митрополию Гоа и Дамана. Епархия Макао распространяла свою юрисдикцию на весь Китай, Японию и Тонкин.
19 февраля 1588 года епархия Макао передала часть своей территории епархии Фуная (в XVIII веке упразднена), которой отошла вся территория Японии.
9 сентября 1659 года епархия Макао передала часть своей территории новому апостольскому викариату Тонкина (сегодня — Архиепархия Ханоя). В этом же году епархия Макао передала часть своей территории апостольскому викариату Нанкина (сегодня — Архиепархия Нанкина).
11 мая 1848 года епархия Макао передала часть своей территории апостольскому викариату Гуандун-Гуанси (сегодня — Архиепархия Гуанчжоу).
В 1975 году епархия Макао перешла в подчинение Святому Престолу.
Кафедральный собор
С 1560 года кафедральным собором была церковь святого Лазаря, потом с 1640 года — церковь святого Павла и с 1850 года — современный собор Рождества Пресвятой Девы Марии.

## Ординарии епархии
- епископ Diego Nunes de Figueira (26.01.1576 — 1578);
- епископ Leonardo Fernandes de Sá O.Cist.[1] (27.10.1578 — 15.09.1597);
  - Sede vacante (1597—1604);
- епископ João Pinto da Piedade O.P. (30.08.1604 — 26.08.1624);
  - Diego Correia Valente S.J. (27.08.1626 — 28.10.1633) — апостольский администратор;
  - Sede vacante (1633—1690);
- епископ João de Casal (10.04.1690 — 20.09.1735);
- епископ Eugénio Trigueiros O.E.S.A. (20.09.1735 — 19.12.1735) — назначен архиепископом Гоа;
- епископ Hilário de Santa Rosa O.F.M.Ref. (19.12.1740 — 13.01.1753);
- епископ Bartolomeu Manoel Mendes dos Reis (29.01.1753 — 8.03.1773) — назначен епископом Марианы;
- епископ Alexandre da Silva Pedrosa Guimarães (8.03.1773 — 7.09.1789);
- епископ Marcelino José da Silva (14.12.1789 — 16.09.1802);
- епископ Manuel Santo Galdino O.F.M.Disc. (20.12.1802 — 20.08.1804);
- епископ Francisco Chachim O.F.M.Disc. (20.08.1804 — 31.01.1828);
  - Sede vacante (1828—1843);
- епископ Nicolaus Rodrigues Pereira de Borja C.M. (19.06.1843 — 28.03.1845);
- епископ Jerónimo José de Mata C.M. (28.03.1845 — 25.09.1862);
- епископ João Pereira Bothelho de Amaral y Pimentel (8.01.1866 — 22.12.1871) — назначен епископом Ангры;
- Епископ Manuel Bernardo de Sousa Enes (Ennes) (15.06.1874 — 9.08.1883) — назначен епископом Браганса-Миранды;
- епископ Antônio Joaquim de Medeiros (13.11.1884 — 7.01.1897);
- епископ José Manuel de Carvalho (19.04.1897 — 9.06.1902) — назначен епископом Ангры;
- епископ João Paulino de Azevedo e Castro (9.06.1902 — 17.02.1918);
- епископ Жозе да Кошта Нуньеш (16.12.1920 — 11.12.1940) — назначен архиепископом Гоа и Дамана;
- епископ João de Deus Ramalho S.J. (24.09.1942 — 9.12.1953);
- епископ Policarpo da Costa Vaz (29.01.1954 — 9.07.1960) — назначен епископом Гуарды;
- епископ Paulo José Tavares (19.08.1961 — 12.06.1973);
- епископ Arquimínio Rodrigues da Costa (20.01.1976 — 6.10.1988);
- епископ Domingos Lam Ka Tseung (6.10.1988 — 30.06.2003);
- епископ Жозе Лай Хунсен (30.06.2003 — по настоящее время).

## Источник
- Annuario Pontificio, Libreria Editrice Vaticana, Città del Vaticano, 2003, ISBN 88-209-7422-3
- Булла Super specula, Bullarium patronatus Portugalliae regum, Tomus I, стр. 243—245  (лат.)
- Konrad Eubel, Hierarchia Catholica Medii Aevi, vol. 3 Архивная копия от 21 марта 2019 на Wayback Machine, стр. 231; vol. 4, стр. 226; vol. 5, стр. 251; vol. 6, стр. 270—271; vol. 7, стр. 248; vol. 8, стр. 357—358  (лат.)
- Joseph de Moidrey, La hiérarchie catholique en Chine, en Corée et au Japon (1307—1914), Chang-Hai 1914, стр. 5-15  (фр.)